# Saison 2 de NCIS: Sydney
Chronologie
Saison 1
Cet article présente le guide des épisodes de la deuxième saison de la série télévisée australienne NCIS: Sydney. Initialement prévu le 31 janvier sur CBS, le premier épisode de la saison est retardé d'une semaine par la plateforme.

## Synopsis
La série suit le quotidien d'agents spéciaux du NCIS chargés d'enquêter sur des crimes concernant les membres de la Marine sur le sol australien, aux côtés d'agents de l'AFP.

## Distribution

### Acteurs principaux
- Olivia Swann (VF : Géraldine Asselin) : Michelle Mackey
- Todd Lasance (VF : Damien Ferrette) : Jim « JD » Dempsey
- Sean Sagar (VF : Mike Fédée) : DeShawn Jackson
- Tuuli Narkle (VF : Charlotte Marin) : Evie Cooper
- Mavournee Hazel (en) (VF : Noémie Orphelin) : Bluebird « Blue » Gleeson
- William McInnes (VF : Patrick Bonnel) : Roy « Rosie » Penrose

## Liste des épisodes
1. Frappés au cœur
2. Pirates du Pacifique
3. Jeu d'espions
4. Une vérité explosive
5. Monnaie d'échange
6. Frères de larmes
7. À bout de souffle
8. Le baiser de la mort
9. La folie de la mangue

### Épisode 1:Frappés au cœur
- Australie : 31 janvier 2025 sur Paramount+
- États-Unis /  Canada : 7 février 2025 sur CBS / Global
- France : 8 février 2025 sur Paramount+

- États-Unis : 4,25 millions de téléspectateurs[2]

- Lewis Fitz-Gerald : Richard Rankin
- Bert LaBonté : Agent spécial du NCIS Ken Carter
- Georgina Haig : Anna Neimus
- Angus King : Militaire Chaplain
- Dominic Longhurst : Bugler
- Henry McWilliam : Jack Dempsey
- Yinka Olorunnife : Infirmière de triage
- Kate Jenkinson : Bec Dempsey
- Mike Booth : Sergent de l'AFP Ray Peters
- Jackson Heywood : Sergent de l'AFP Phil Brent
- Benedict Hardie : Yaroslav Utkin
- Virginie Laverdure : Dr. Linda Jacobs
- Lawrence Ola : le garçon de salle
- Taylan Gogan : l'otage de Neimus
- Kate Skinner : Natalie Rankin
- Kyra Harlan : Alba Rankin
- Cindel Harlan : Ginny Rankin

### Épisode 2:Pirates du Pacifique
- Australie : 7 février 2025 sur Paramount+
- États-Unis /  Canada : 14 février 2025 sur CBS / Global
- France : 15 février 2025 sur Paramount+

- États-Unis : 4,16 millions de téléspectateurs[4]

- Chloe Delle-Vedove : Willow
- Aaron Scully : Le père de Willow
- Brayden Rodrigues : Lieutenant Bradley Shiels
- Marvin Rowland : Quartier-maître Lucas Darnell
- Berynn Schwerdt : Capitaine de frégate Waylon Armitage
- Michael Sheasby : Alex Hart

### Épisode 3:Jeu d'espions
- Australie : 14 février 2025 sur Paramount+
- États-Unis /  Canada : 21 février 2025 sur CBS / Global
- France : 22 février 2025 sur Paramount+

- États-Unis : 4,37 millions de téléspectateurs[5]

- Tony Martin : ASIO Agent Terry Barnes
- Daniela Farinacci : Susan Quinn, ministre australienne des affaires étrangères
- Anne Tenney : Diana Parkinson
- Karen Vickery : La consule générale de Russie, Lina Bukovska

### Épisode 4:Une vérité explosive
- Australie : 21 février 2025 sur Paramount+
- États-Unis /  Canada : 28 février 2025 sur CBS / Global
- France : 1er mars 2025 sur Paramount+

- Pez Warner : Grace Mason
- Ethan Lamb-Kelly : Jake
- Will McNeill : Gene
- Alice Parkinson : Commandant de la marine américaine Kira Mason
- Amy Mathews : Heather

### Épisode 5:Monnaie d'échange
- Australie : 28 février 2025 sur Paramount+
- États-Unis /  Canada : 7 mars 2025 sur CBS / Global
- France : 8 mars 2025 sur Paramount+

### Épisode 6:Frères de larmes
- Australie : 7 mars 2025 sur Paramount+
- États-Unis /  Canada : 14 mars 2025 sur CBS / Global
- France : 15 mars 2025 sur Paramount+

### Épisode 7:À bout de souffle
- Australie : 21 mars 2025 sur Paramount+
- États-Unis /  Canada : 4 avril 2025 sur CBS / Global
- France : 5 avril 2025 sur Paramount+

### Épisode 8:Le baiser de la mort
- Australie : 29 mars 2025 sur Paramount+
- États-Unis /  Canada : 11 avril 2025 sur CBS / Global
- France : 12 avril 2025 sur Paramount+

### Épisode 9:La folie de la mangue
- Australie : 3 avril 2025 sur Paramount+
- États-Unis /  Canada : 18 avril 2025 sur CBS / Global
- France : 19 avril 2025 sur Paramount+

- Rob Collins : Angus Tipoloura
- Elijah Williams : Caporal David Garcia
- Jack Mitsch : Caporal Carson Buckley
- Ilavalu Tupou : Sergent Lalakai Cruz
- Rupert Raineri : Sergent-artilleur Miles Jensen
- Andrea Solonge : Sergent Britney Wright
- Tatiana E Silva : Maria Soares
- Liam Walker : Caporal Setterfield
- John Fabry : Etienne Cabrel
- Zane Menegazzo : Sergent Ethan Watts

### Épisode 10:Coup de grâce
- Australie : 10 avril 2025 sur Paramount+
- États-Unis /  Canada : 25 avril 2025 sur CBS / Global
- France : 26 avril 2025 sur Paramount+

- John Fabry : Etienne Cabrel